# Son de Sol
Son de Sol es un grupo español de flamenco-pop formado por las hermanas Sole, Esperanza y Lola León. Formado en 1999 bajo el nombre de «Hermanas Soria», el grupo es natural del municipio de Écija, Sevilla. Fueron seleccionadas para representar a España en el Festival de la Canción de Eurovisión 2005 tras haber ganado la preselección Eurovisión 2005: Elige nuestra canción con la canción «Brujería». Actualmente realizan apariciones esporádicas en televisión como dúo.
Actualmente una calle de Écija lleva el nombre "Son de Sol" debido a la huella cultural que marcaron los años activos del grupo; Grabaron 4 discos de estudios y un ep, realizaron numerosos conciertos en toda la geografía española entre 1999 y 2016, se presentaron en Cuba en el año 2005.

## Biografía
Los padres de las tres integrantes de Son de Sol son Jesús García de Soria, fundador de la Peña Cultural Flamenca de Écija en 1973, y Teresa León, importante cantaora del mismo municipio. Así, tanto ellas como sus otros tres hermanos se criaron en el mundo flamenco y, desde muy jóvenes, han estado presentes en el mundo de la música y el espectáculo. Las tres hermanas se formaron en el cante y baile español, habiendo finalizado Lola y Esperanza el Grado Superior de Danza por el Conservatorio Profesional de Danza de Sevilla. Soledad, por su parte, es titulada en piano en ese conservatorio y licenciada en periodismo por la Universidad de Sevilla.
Las hermanas dirigieron durante muchos años la academia de baile «Hermanas Soria» en Écija, que fue galardonada en numerosas ocasiones con premios a nivel nacional. En 2016, Lola y Esperanza abrieron sus propias academias: la escuela flamenca «Lola Soria» y la escuela de arte «Esperanza Soria», respectivamente, las cuales han regentado hasta la actualidad.
Lola ha intervenido en dos películas: Sevillanas, de Carlos Saura; y Un fin de semana inolvidable en Sevilla, de Hans G. Wernicke.[cita requerida] Por su parte, Esperanza, ganó el primer premio Nacional e Internacional de Flamenco en Nimes en la sección de cante.

## Carrera musical

### Primeras apariciones y formación del grupo
El primer paso para la conformación del grupo fue la integración de dos de las hermanas, Esperanza y Lola, al cuadro flamenco de su madre, Medina Alcotón, con el que realizaron actuaciones por España y en el extranjero. En 1996, Soledad y Esperanza aparecieron por primera vez en televisión con 16 y 25 años al participar en el programa Lluvia de estrellas de Antena 3 imitando al dúo Las Grecas. Posteriormente aparecieron en programas como Tal como somos de Écija acompañando la carrera musical de su madre.
En 1999 las tres hermanas, conformadas bajo el nombre de las «Hermanas Soria», grabaron y publicaron su primer disco, De fiesta por sevillanas, que incluía 40 sevillanas y fue producido por Manuel Diego Pareja-Obregón de los Reyes y distribuido por Fods Records. Si bien no tuvo éxito comercial, recibió el Premio Revelación al Mejor disco de Sevillanas en Jerez de la Frontera.
Como parte de Medina Alcotón, realizaron giras por diversos países en su doble condición de cantantes y bailaoras bajo distintas entidades, como la Compañía Andaluza de Danza y la dirección de Mario Maya, o en colaboración en obras de otros artistas, como «Tierra» de Juan Peña en la Exposición Universal de Sevilla de 1992, «Majari Cali» en la Bienal de Flamenco de Sevilla o «Sensación» (1998) de David Morales con el guitarrista Juan Martí.[cita requerida]
En 2001, las Hermanas Soria cambian su nombre artístico a «Son del Sol», con el que publican Callejuela (2002), su segundo trabajo discográfico. En 2005, su nombre definitivo pasa a ser «Son de Sol».

### 2005: «Brujería» y Eurovision

#### Preselección
En 2005, Son de Sol graba su tercer álbum, Brujería, con la compañía discográfica Barna Records 2000. El tema que da nombre al mismo, «Brujería», fue producido por Manuel Ruiz (Queco), responsable de «Aserejé» de Las Ketchup, y por José Luis de Carlos, colaborador habitual de artistas como Isabel Pantoja, Las Grecas o Manzanita en décadas anteriores. Durante la convocatoria organizada por Televisión Española para participar en Eurovisión 2005: Elige nuestra canción, la selección nacional para elegir la candidatura española para el Festival de la Canción de Eurovisión 2005, se decidió proponer esta canción, que fue finalmente una de las seleccionadas.
Durante el programa, retransmitido entre el 4 y el 5 de marzo de 2005, Son de Sol actuó junto con otros artistas como María Lorente o Las Supremas de Móstoles, estas últimas una de las candidaturas favoritas en ese momento.
En el concurso de preselección nacional, retransmitido por TVE entre el 4 y el 5 de marzo de 2005, su canción Brujería consiguió el 24,2% de la votación del público, colocándolas por encima de las favoritas, Las Supremas de Móstoles, con un margen de sólo un 2,4%. La canción 
El Videoclip de Brujería fue grabado en Écija, en lugares como el Palacio de Justicia, el Palacio de Santaella, El Palacio de Peñaflor, etc.

#### Puesta en escena y vestuario
La coreografía de Brujería y la puesta en escena fue realizada por el famoso coreógrafo Poty Castillo, que también participó de Operación Triunfo, además fueron acompañadas por Juan Antonio Reyes "El Pollo", que rapeó un trozo de la canción. Las Son de Sol fueron acompañadas también por dos bailarines, David y José.
Los vestidos para la preselección, videoclip y el Festival de Eurovisión fueron hechos por Amparo Macías y eran de distintos colores: celeste el de Soledad, naranja el de Lola y amarillo el de Esperanza.

#### Final
Debido a que España es uno de los principales contribuidores financieros del Festival de la Canción de Eurovisión, la canción de Son de Sol fue una de las catorce con pase directo a la gran final, que tuvo lugar el 21 de mayo en Kiev (Ucrania), y que compitieron contra las otras diez canciones de la semifinal.
Durante el transcurso del Festival TVE colocó en la plaza de Colón de Écija (Sevilla) una pantalla en donde se transmitía en directo el Festival, la plaza se lleno de público y contó con la participación de las autoridades políticas de su época. 
España participó en décimo lugar y en las votaciones, las Son de Sol quedaron en vigésima primera posición, por encima de Reino Unido, Francia y Alemania con 28 puntos.
A su vuelta, el ayuntamiento dio al trío un carruaje por el cual recorrieron Écija con una plaza abarrotada de público donde subieron a saludar a un balcón.

### 2008: Lanzamiento del tercer disco y repercusión
En junio de 2005 se lanza el álbum con la canción que da título al disco, Brujería.  
En 2008 lanzan su cuarto disco y segundo a nivel nacional, titulado Directo a ti. Este disco marcó la vuelta de Son de Sol al mercado tras 3 años desde su álbum Brujería en 2005.
Este disco contó con dos videoclips, el de "Veneno" como single estrella del disco y el videoclip de "Y gritaré".
En 2016 la compañía discográfica Fods Récords lanza la reedición del disco "'Callejuela" de 2002.

## Premios y reconocimientos

### Son de Sol
| Año  | Categoría                                            | Trabajo nominado |
| 1999 | Mejor Disco del Año por De Fiesta Por Sevillanas     | Ganador          |
| 2005 | A la Trayectoria, firma en El Libro de Honor (Écija) | Ganador          |
| 2005 | A la Trayectoria Concesión de la Medalla de Écija    | Ganador          |
| 2006 | Homenaje a la Trayectoria (Utrera).                  | Ganador          |
| ---- | ---------------------------------------------------- | ---------------- |

### Premios recibidos por su Academia de Baile y otros
| Categoría                                                                                                | Resultado |
| Premio Revelación Regional y Nacional                                                                    | Ganador   |
| Premio Artes Escénicas                                                                                   | Ganador   |
| 1.er Premio Especial (‘Veo, Veo’ TVE)                                                                    | Ganador   |
| 1.er Premio Nacional de Sevillanas                                                                       | Ganador   |
| 3.er Premio Baile Flamenco (Canal Sur TV)                                                                | Ganador   |
| Premio Nacional de Baile Ciudad de Sevilla                                                               | Ganador   |
| 1.er Premio Nacional e Internacional del Concurso de Flamenco de Nimes, Francia (Esperanza)              | Ganador   |
| Premio Nacional e Internacional del Concurso de Flamenco de Nimes, Francia (Lola en la sección de Baile) | Ganador   |
| 1.er Premio de Cante Flamenco en Posadas (Córdoba)                                                       | Ganador   |
| Nivel Superior de Baile Flamenco de Jerez                                                                | Ganador   |
| --- | --------- |

## Actualidad
Desde los 2010's las Hermanas Soria han comenzado a dedicar más tiempo a sus hijos, Sole la menor del grupo tuvo 2 hijos, Esperanza 2 Lola 3, esto produjo un radical cambio en la prioridades personales de las cantantes, poco a poco comenzaron a dedicarse exclusivamente a sus pequeños hijos por lo que desde 2016 el grupo se disolvió, sin embargo a menudo son noticia en medios de comunicación y redes sociales por supuestas "vueltas" a la escena musical debido a entrevista en medios Eurofans y apariciones esporádicas en televisión.
En 2017 Lola Soria fue convocada a hacer una aparición en la Noche del Flamenco de Écija interpretando un tema flamenco. 
En 2020 Kiko Peña participó del programa La Voz, donde hizo alusión a su madre y sus tías y su paso por eurovisión. 
En 2021 Esperanza Soria se presentó como concursante en el programa de Canal Sur "Tierra de Talentos"  donde genera gran revuelo en el público al recordar que la cantante de 49 años es parte del grupo "Son de Sol", esta participación es en solitario en el género flamenco y el baile junto a su madre Teresa León.
En redes sociales Lola ha protagonizado videos con gran repercusión interpretando canciones de Lola Flores, y aficionados la han grabado en  numerosas oportunidades en  eventos privados donde ha cantado.
Por su parte Sole se ha dedicado plenamente a su familia, esta casada y convive con sus hijos y marido, se la ha visto públicamente acompañando a su madre en el programa "Tierra de Talentos" y ha realizado una aparición especial en el programa Desde el Balcón de Castilla-La Mancha Media.
El 28 de septiembre de 2021 el ayuntamiento de Écija organizó un concierto homenaje a la trayectoria de Teresa Leon (madre de las Son de Sol) donde después de más de 5 años se pudo volver a ver al grupo Son de Sol arriba de un escenario acompañando a su madre.
A menudo se realizan artículos sobre Son de Sol, además de salir en televisión a menudo con videos de sus actuaciones como en "Viaje al centro de la tele" o "Esto es lo que Hay"
El 21 de octubre de 2023 las Son de Sol reaparecen en el panorama musical como dúo formado por Esperanza y Soledad Soria en el programa Diana & Lombo de Canal Sur para cantar su éxito "Brujería" en la que cometan junto a los presentadores momentos importantes del grupo y cantan fragmentos de la canción "Natividad".
El 19 de mayo de 2025 las hermanas se reúnen después de más de 10 años para recibir un homenaje en conmemoración de os 20 años de su representación en Eurovisión 2005, fue por parte del ayuntamiento de Écija que fue nombrar una barrera con la cita "Barrera de las Hermanas García de Soria Gomez "Son de Sol". La barrera se encontraba repleta de público, del acto participaron las componentes originales Soledad, Esperanza y Lola, su madre, hijos y nietos.

## Discografía
Álbumes de estudio
| Fecha de lanzamiento | Álbum                    | Discográfica  | Posición en lista |
| Fecha de lanzamiento | Álbum                    | Discográfica  | España            |
| -------------------- | ------------------------ | ------------- | ----------------- |
| 1999                 | De fiesta por sevillanas | Fods Récords  | -                 |
| 2002                 | Callejuela               | Fods Récords  | 1025              |
| 2003                 | Y Dice                   | Ambar         | -                 |
| 2005                 | Brujería                 | Barna Récords | 96                |
| 2008                 | Directo a Ti             | Barna Récords | -                 |

##### CD Compilatorios
- 2002: Todos Los Nos. 1 del Caribe Mix 2002
- 2005: Eurovision Song Contest Kiev 2005
- 2005: Disco Estrella Vol. 8
- 2005: Lo Nuestro 2Mil5
- 2005: Disco Alegría 2005
- 2005: Las C anciones del Verano 2005
- 2005: DVD Estrella Vol. 2
- 2005: Caribe Hits 2005

## Sencillos y recopilatorios
| Año  | Título | Álbum                |
| ---- | --- | -------------------- |
| 2002 | Mama Zarzamora Mama Versión Remix                                                                          | Callejuela           |
| 2003 | Y dice (Maxisingle)                                                                                        | Y Dice (Maxi Single) |
| 2005 | Brujería Noches de amor A Son de Sol Aléjate de mí Natividad Brujería Rémix DVD Estrella Vol. 2 (Brujería) | Brujería             |
| 2008 | Veneno Veneno (DVD) Directa al sur No dejaré de amarte Y gritaré                                           | Directo a ti         |

## Apariciones en televisión

### Como grupo
| Año       | Programa                                  | Rol                                                                  | Canal                 |
| --------- | ----------------------------------------- | -------------------------------------------------------------------- | --------------------- |
| 2002      | Noche de verano                           | Interpretando «Mama (versión remix)»                                 | Canal Sur             |
| 2002      | Gala de TVE[cita requerida]               | Interpretando «Triana»                                               | TVE                   |
| 2002      | Suena la noche                            | Interpretando «Mama (versión remix)»                                 | Canal Sur             |
| 2003      | Una noche con arte                        | Interpretando varias canciones                                       | Canal Sur             |
| 2003      | Senderos de gloria[cita requerida]        | Intepretando «Triana»                                                | Canal Sur             |
| 2003      | Irma de noche[cita requerida]             | Entrevistadas y cantando «A donde vas»                               | Canal Sur             |
| 2005      | Eurovisión 2005: Elige nuestra canción    | Interpretando «Brujería»                                             | TVE                   |
| 2005      | M1N (1001 noches)                         | Entrevistadas, Lola Interpreta «La guapa de Cádiz»                   | Canal Sur 2           |
| 2005      | Los Morancos                              | Entrevistadas y cantando «Tatamudeando» y «Brujería»                 | Canal Sur             |
| 2005      | Festival de la Canción de Eurovisión 2005 | Interpretando «Brujería»                                             | Internacional         |
| 2005      | Gala de la Rioja 2005                     | Interpretando «Brujería»                                             | TVE                   |
| 2005      | Telenoticias                              | Entrevistadas                                                        | TeleMadrid            |
| 2005      | Abanibi                                   | Interpretando «Natividad (versión Habana)»                           |                       |
| 2005      | Contraportada                             | Interpretando «Brujería» en la Feria de Abril                        | Canal Sur             |
| 2005      | Música 1                                  | Interpretando tres temas                                             | TVE                   |
| 2005      | Éxitos musicales de 2005                  | Interpretando «Brujeria»                                             | Canal Sur             |
| 2005      | Mooi! Weer de Leeuw                       | Entrevistadas por Paul de Leew e interpretando «Brujería»            | Nederland 1 (Holanda) |
| 2006      | Punto y medio                             | Cantando sevillanas                                                  | Canal Sur             |
| 2007      | Los Lunnis                                | Interpretando «Natividad (versión Habana)»                           | TVE                   |
| 2007      | Nochebuena Andaluza                       | Interpretando un villancico flamenco                                 | Canal Sur             |
| 2008      | Salvemos Eurovisión                       | Interpretando «Veneno»                                               | TVE                   |
| 2008      | Gala Navidad 2008                         | Interpretando «Y gritaré»                                            |                       |
| 2008      | De un tiempo a esta parte                 | Interpretando «Y gritaré», «Veneno» y «Soy la que sufre por tu amor» |                       |
| 2008      | Gala Nochebuena 2008                      | Interpretando «Echa ya p'allá»                                       |                       |
| 2008 2009 | Noche sensacional                         | Interpretando diversos temas                                         |                       |
| 2009      | Fin de Año 2009                           | Interpretando «Brujería»                                             | Antena 3              |

### Por separado
| Año        | Programa                                                | Rol                                                                                | Canal     |
| ---------- | ------------------------------------------------------- | ---------------------------------------------------------------------------------- | --------- |
| 1996       | Lluvia de estrellas                                     | Esperanza y Soledad como Las Grecas                                                | Antena 3  |
| 2017       | Spot publicitario "Noche Flamenca Ecijana"              | Lola Cantando                                                                      | -         |
| 2017       | Spot publicitario "Écija Con el Flamenco 2017"          | Lola con su Escuela de Baile                                                       | -         |
| 2018       | Spot publicitario "II Flashmob para The Shopping Nigth" | Lola con su Escuela de Baile                                                       | -         |
| 2019       | Salud al Día                                            | Entrevista de Lola con su Escuela de Baile                                         | Canal Sur |
| 2020       | La voz (España)                                         | Esperanza acompaña a su hijo Kiko Peña                                             | Antena 3  |
| 2020       | Desde el Balcón                                         | Aparición de Soledad                                                               | CMM       |
| 2021- 2022 | Tierra de Talento                                       | Esperanza fue Semifinalista, y aparecieron Lola y su Madre finalista del programa  | Canal Sur |
| 2023       | Diana & Lombo                                           | Primera actuación del grupo luego de 8 años interpretando "Brujería" y "Natividad" | Canal Sur |